# CV-31
La carretera CV-31 o Distribuidor Nord és una autovia que uneix la CV-30 amb la CV-35, discorre entre Paterna i la Fira de Mostres de València.
La carretera CV-31 (Distribuidor Comarcal Nord) pertany a la Xarxa autonòmica de carreteres del País Valencià, comunica la Ronda Nord de València amb l'Autovia d'Ademús per la Fira de Mostres de València.
La CV-31 és una autovia de nova creació i, per tant, no existia com a tal. Inicia el seu recorregut a l'enllaç amb la Ronda Nord de València CV-30, discorre com circumval·lació entre Paterna i la Fira de Mostres de València, també té accés al Velòdrom Lluís Puig. El seu itinerari continua fins a enllaçar amb l'Autovia d'Ademús CV-35, a continuació finalitza el seu recorregut passant a ser carretera amb la denominació CV-310 que arriba fins a la població de Godella.
Es preveu de prolongar l'autovia CV-31 fins a Sant Antoni de Benaixeve com a alternativa d'entrada i eixida a l'Autovia d'Ademús CV-36.